# Rankovce (Slovacchia)
Rankovce (in ungherese Ránk) è un comune della Slovacchia facente parte del distretto di Košice-okolie, nella regione di Košice.